# خورخي ترواتيرو
خورخي ترواتيرو (بالإسبانية: Jorge Troiteiro)‏ (9 أبريل 1984 بالمنسى في إسبانيا - ) هو لاعب كرة قدم إسباني في مركز الوسط. لعب مع نادي بورغوس ونادي فييانوفينسي ونادي ليناريس ونادي مليلية ودوكسا كاتوكوبياس ‏ ونادي ميريدا ونادي ماردة ‏ وLucena CF ‏ وإكستريمادورا يونيون ديبورتيفا.

## وصلات خارجية
- خورخي ترواتيرو على موقع قاعدة بيانات كرة القدم.إي يو (الإنجليزية)
- خورخي ترواتيرو على موقع Soccerway.com (الإنجليزية)